# История почты и почтовых марок УНР

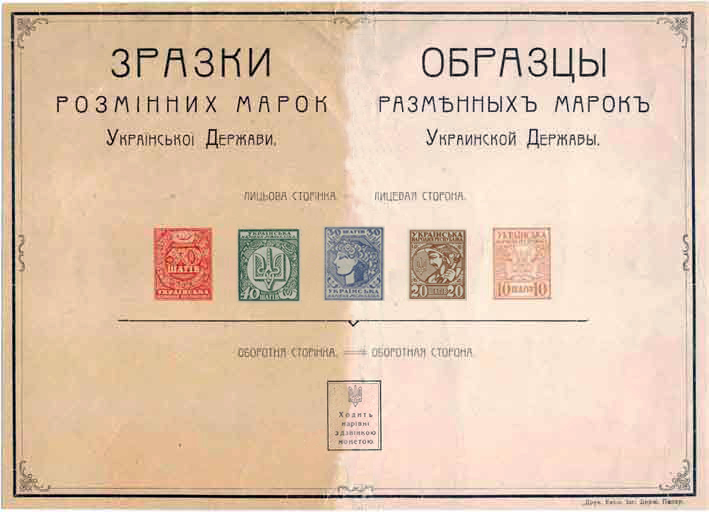
Образцы марок-денег Украинской народной республики (1918)

История почты и почтовых марок Украинской народной республики, независимого украинского государства, выпустившего первые украинские почтовые марки с оригинальным рисунком, охватывает короткий отрезок времени с 1918 по 1921 год. Этот период также оставил около 130 государственных марок Украинской народной республики с надпечатками трезубца, пять выпусков собственных открыток, одну почтовую карточку и один почтовый перевод. Рисунки для марок Украины тех лет выполнили Г. Нарбут (восемь марок), Н. Ивасюк (шесть марок), А. Середа (три марки) и Л. Обозненко (одна марка).

## Выпуски Центральной Рады УНР

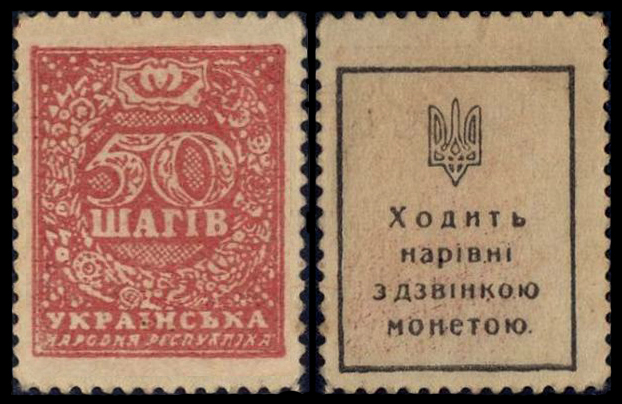
Марки-деньги УНР (1918)

В результате Октябрьской революции и распада Российской империи на Украине было создано в конце 1917 — начале 1918 года первое независимое государство — Украинская Народная Республика (УНР). На основании закона Центральной Рады от 18 апреля 1918 года вместо исчезнувших из обращения разменных монет были выпущены марки-деньги с номиналом от 10 до 50 шагов. На марках были изображены следующие сюжеты: 10 шагов — тризубец на фоне стилизованного изображения Солнца, от которого идут лучи на Землю; 20 шагов — крестьянин с косой, изображение тризубца; 30 шагов — аллегория «Молодая Украина» (девичья головка в венке); 40 шагов — трезуб в обрамлении растительного орнамента, внизу по правую сторону — два скрещенных почтовых рожка; 50 шагов — номинал марки «50 шагів», обрамлённый растительным орнаментом в виде венка с двумя скрещенными почтовыми рожками в верхний его части. Рисунки для первых двух марок выполнил А. Середа, трёх остальных — Г. Нарбут. Они печатались в киевской типографии Василия Кульженко (по Пушкинской улице, 6) и в одесской типографии Ефима Фесенко на тонком картоне, с зубцами и без клея. На оборотной стороне изображён герб УНР (трезубец) и дана надпись в четыре строки укр. «Ходить / нарівні / з дзвінкою / монетою» («Имеет хождение наравне с деньгами»), по поводу чего сохранилось следующее свидетельство известного украинского филателиста Евгения Вырового:
„Де там тобі ходять, коли літають“, — казали баби, коли вітер видував їх із рук.
А дівчата на Київщині співали собі на вулиці:

„Колись були срібні гроші, / Теперь самі марки, / Колись були гарні хлопці, / Тепер самі шмарки...“
Марки-деньги использовали в период с апреля 1918 по март 1919 года. Они встречаются на всех видах почтовых отправлений, включая сопроводительные адреса к посылкам и переводные бланки. Как денежные знаки многократно подделывались. В июне 1918 года в Киеве вышли шесть гербовых марок номиналом от 40 шагов до 10 рублей.
Первая серия из пяти марок государственной почты УНР, получившая название «шаговской», вышла в обращение 18 июля 1918 года (Sc #1—5). Они были отпечатаны типографским способом на обыкновенной бумаге без зубцов. Изначально для этой цели планировалось использовать проекты марок Г. Нарбута (с изображением князя Константина Острожского, гетмана Петра Дорошенко и философа Григория Сковороды) и других художников. Однако их производство требовало значительной полиграфической подготовки, и было решено отпечатать знаки почтовой оплаты с уже имевшихся клише марок-денег.
| Первые украинские марки (Украинская Народная Республика, Центральная Рада, 1918) |
| -------------------------------------------------------------------------------- |
|                                                                                  |

## Выпуски Украинской державы

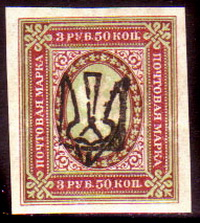
Почтовая марка Украинской державы. Одесский почтовый округ, надпечатка трезубца на марке Российской империи двадцать первого выпуска, 1918

После государственного переворота 29—30 апреля 1918 года и прихода к власти гетмана П. Скоропадского, Народная Республика была ликвидирована, а Украина была провозглашена Украинской державой.

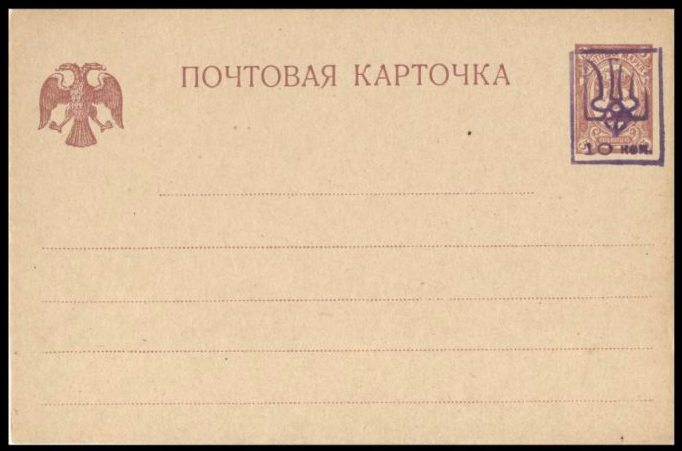
Маркированная почтовая карточка Российской республики с надпечаткой трезубца и нового номинала

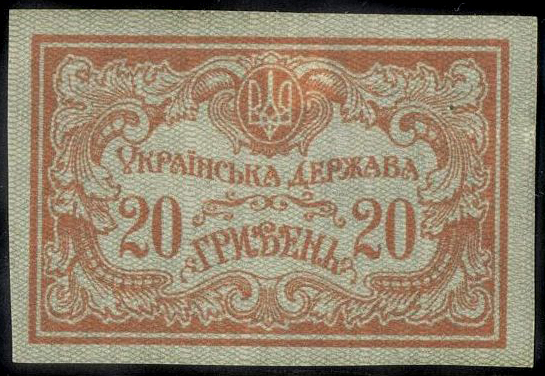
Почтовая марка Украинской державы, 1919

Кроме собственных марок, в почтовом обращении Украины до 1923 года использовались почтовые марки Российской империи. В распоряжении украинского почтового ведомства имелись значительные запасы таких марок. Чтобы их использовать и не допустить проникновения из других регионов однотипных марок, что нанесло бы ущерб украинской казне, 20 августа 1918 года гетманское Министерство почты постановило надпечатать на всех имеющихся запасах российских марок украинский государственный герб — трезубец святого Владимира. Централизованно сделать это в условиях гражданской войны было невозможно. Поэтому наложение надпечаток производилось местными органами одновременно во всех почтовых округах, с использованием доступных технических средств, нередко вручную. Это обусловило большое разнообразие типов и графического исполнения надпечаток. Исследования выявили 52 основных типа трезубцев, 68 вариантов и 13 ошибок печати — всего 133 главных разновидности. Надпечатки делались в шести почтовых округах: Киевском, Полтавском, Харьковском, Екатеринославском, Одесском и Подольском. Были надпечатаны почтовые марки Российской империи тринадцатого и с семнадцатого по двадцать второй выпусков, сберегательные марки Российской империи (Киев, Харьков, Полтава), марки УНР (Sc #4—5) (Киев), первые марки РСФСР (ЦФА [АО «Марка»] #1—2; Sc #149—150) (Киев и Подольский почтовый округ, известны с гашением Жмеринки от 8 августа 1919 года).
Впервые почтовые марки с надпечаткой трезубца появились в обращении 13 августа 1918 года, а письма с напечатанным знаком почтовой оплаты — уже 16 июля 1918 года. Во многих учреждениях марки, наклеивавшиеся на переводные и посылочные бланки, кроме гашения календарным штемпелем, ещё и аннулировались пробиванием, надрывом, проколами или вырезанием части рисунка. Поэтому многие украинские марки с надпечаткой трезубца в целом виде немногочисленны или вообще неизвестны.
Украинские временные почтовые марки начали фальсифицировать уже в конце 1918 года на Южной Украине, а позднее фальсификаты изготовляли спекулянты за рубежом. Они подделывали надпечатки и почтовые штемпели и создавали даже несуществующие номиналы, так называемые «фантастические». Союз филателистов Украины в Германии успешно выявлял эти фальсификаты.
4 января 1919 года, уже после падения Украинской державы, была выпущена почтовая марка с названием государства «Українська Держава» («Украинская держава») номиналом 20 гривен (Sc #48). Рисунок марки представлял собой орнамент в виде рамки в стиле барокко с изображением тризубца в верхний её части. Автором этой марки был художник Л. А. Обозненко. Ввиду высокого номинала она использовалась преимущественно на формах для денежных переводов и на посылочных квитанциях.

### Выпуск правительства Директории УНР
После падения Гетманата 14 ноября 1918 года, власть на Украине перешла к Директории. Было восстановлено название государства Украинская Народная Республика.
В 1919 году администрация Директории заказала в венской типографии военно-географического института серию из 14 марок с номиналами от 1 до 200 гривен. На марках были изображены следующие сюжеты и портреты: 1 гривна — герб УНР, 2 гривны — аллегория «Молодая Украина», 3 гривны — ферма, 5 гривен — воловья упряжка, 10 гривен — Богдан Хмельницкий, 15 гривен — Иван Мазепа, 20 гривен — Тарас Шевченко, 30 гривен — Павел Полуботок, 40 гривен — Симон Петлюра, 50 гривен — казак-музыкант, 60 гривен — здание Парламента, 80 гривен — казаки на лодке, 100 гривен — памятник Святому Владимиру, 200 гривен — мельница.
Рисунки восьми из этих марок и общее оформление серии сделал украинский художник Н. И. Ивасюк, изображения на других марках было выполнено на основе официального графического образца тризуба, портретов Т. Шевченко, Б. Хмельницкого, И. Мазепы, С. Петлюры и фотографий исторических объектов. Выпуск получил название венская серия. Печатание марок было завершено 31 мая 1921 года. В связи с вытеснением войск Директории за пределы Украины марки почтового применения не имели. Марки венской серии использовались в дальнейшем эмигрантскими организациями как агитационные и для изготовления разного рода фантастических надпечаток.
Все украинские почтовые марки были в обращении на территории Украинской ССР ещё некоторое время после оставления её Директорией УНР. Самая поздняя подтверждённая дата — 5 июля 1921 года (Екатеринослав).
| Почтовые марки Директории УНР «Венская серия» (1920) |
| ---------------------------------------------------- |
|                                                      |

## Спекулятивные выпуски

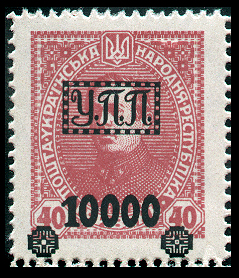
Спекулятивный выпуск «правительства» УНР в изгнании с надпечаткой «У. П. П.» («Украинская полевая почта»; 1922)

1 августа 1920 года правительством УНР в изгнании в Тарнове был осуществлён спекулятивный выпуск для курьерско-полевой почты национальной армии Западной Галиции. Чёрная четырёхстрочная надпечатка «Кур'єрсько- / польова / Пошта» («Курьерско-полевая почта») и нового номинала в гривнах на первых почтовых марках УНР (Sc #1—5). Эти марки предполагалось использовать для полевой почты при планировавшемся военном походе на Украину, который так и не состоялся.
С этой же целью в ноябре 1920 года правительство УНР в изгнании, находившееся уже в Варшаве, отобрало три марки венской серии в 10, 20 и 40 гривен. 2 мая 1922 года на этих марках в Вене была сделана чёрная типографская надпечатка аббревиатуры «У. П. П.» («Украинская полевая почта») в прямоугольной рамке и нового номинала. Всего было выпущено 11 марок. Эти выпуски в почтовом обращении никогда не были и распространялись лишь через филателистических торговцев.
В октябре-ноябре 1921 года якобы для полевой почты так называемой «повстанческой армии» было изготовлено четыре серии надпечаток ручным штемпелем на различных марках. Первая серия — фиолетовая или чёрная надпечатка «Вільна Україна / 1921» на марках УНР венского выпуска; вторая — надпечатка трезубца, текста «ВІЛЬНА УКРАЇНА / 1921» и нового номинала на марках РСФСР; третья — аналогичная надпечатка на марках Педагогического общества родной школы во Львове; четвёртая — на марках Сечевых стрельцов. Марки встречаются с гашениями круглым штемпелем «Повст. — Польова Армія» и строчным штемпелями: «ЧЕПОВИЧІ», «КОРОСТЕНЬ» и являются агитационно-спекулятивными выпусками.

## Память
Первые стандартные марки Украины, появившиеся 16 мая и 17 июня 1992 года, содержали рисунок-аллегорию «Молодая Украина», созданный Г. И. Нарбутом для марки УНР номиналом в 30 шагов.
В ознаменование 75- и 90-летия со дня выхода первых украинских почтовых марок почтовым ведомством Украины в 1993 и 2008 годах были подготовлены одна марка и два почтовых блока.
| Чествование почтовых марок УНР на современных марках Украины             | Чествование почтовых марок УНР на современных марках Украины         |
| ------------------------------------------------------------------------ | -------------------------------------------------------------------- |
|                                                                          |                                                                      |
| 1992: первая стандартная марка Украины по рисунку Г. И. Нарбута (Mi #80) | 1993: 75 лет первым украинским маркам. День почтовой марки (Mi #103) |
|                                                                          |                                                                      |
| 2008: 90 лет первым маркам УНР. А. Ф. Середа (Mi #Block 69)              | То же. Г. И. Нарбут (Mi #Block 70)                                   |